# バダルプル駅
バダルプル駅（英語 Badarpur。ヒンディー語：बदरपुर）は、インドデリーにあるデリー・メトロバイオレットラインの駅である。この駅は、バイオレットラインのターミナル駅である。この駅は、2011年1月14日にサリータ・ビハール駅 - 当駅間の開業により設置された。
| スタブアイコン | サブスタブ | この項目は、まだ閲覧者の調べものの参照としては役立たない、鉄道に関連した書きかけの項目です。この項目を加筆・訂正などしてくださる協力者を求めています（P:鉄道/PJ:鉄道）。 |